# Hilda
A Hilda germán eredetű női név, a -hild- elemet tartalmazó germán nevek rövidülése. A névelem jelentése: harc.

## Rokon nevek
Hildegárd, Ildikó

## Gyakorisága
Az 1990-es években a Hilda igen ritka név, a 2000-es években nem szerepel a 100 leggyakoribb női név között.

## Névnapok
- április 30.[2]
- augusztus 12.[2]
- szeptember 3.[2]
- november 17.[2]

## Híres Hildák
- Gobbi Hilda színésznő
- Perjési Hilda színésznő
- Péter Hilda színésznő